# Moja dziewczyna
Moja dziewczyna (tytuł oryginalny My Girl) – amerykański film fabularny z 1991 roku z pogranicza dramatu i komedii. Historia przyjaźni dwojga samotnych dzieci – zakompleksionej, hipochondrycznej Vady i alergika Thomasa.
W 1994 roku powstał sequel filmu, zatytułowany Moja dziewczyna 2. Od czasu do czasu pojawiają się plotki o planach realizacji części 3, o przygodach dorosłej Vady.

## Obsada
- Anna Chlumsky – Vada Sultenfuss
- Macaulay Culkin – Thomas James Sennett
- Jamie Lee Curtis – Shelly DeVoto
- Dan Aykroyd – Harry Sultenfuss
- Richard Masur – Phil Sultenfuss
- Griffin Dunne – Jake Bixler
- Ann Nelson – babcia Sultenfuss

## Opis fabuły
Jest lato 1972 roku, senne miasteczko w Pensylwanii. 11-letnia Vada korzysta z uroków szkolnych wakacji, choć jej dzieciństwo nie jest pozbawione trosk. Mieszka z niedołężną babcią i ojcem wdowcem, Harrym, właścicielem zakładu pogrzebowego. Najlepszym kolegą Vady jest Thomas. Oddany przyjaciel chętnie pomaga rówieśniczce, choć sam jest słaby i nieśmiały. Pewnego razu w domu Harry'ego pojawia się Shelly, która przyjmuje posadę kosmetyczki w zakładzie pogrzebowym. Gdy między nią a pracodawcą nawiązuje się romans, Vada staje się zazdrosna o ojca.